# Frank Hassell
Franklin Hassell, detto Frank (Chesapeake, 9 ottobre 1988), è un cestista statunitense, professionista nella NBDL e in Europa.

## Carriera
Hassell è cresciuto nella squadra dell'Indian River High School per poi continuare la carriera nell'Old Dominion Monarchs, formazione di college dove ha giocato per 4 stagioni. Debutta da professionista nella NBDL con i Canton Charge, con i quali mantiene una media di 10,6 punti e 6,9 rimbalzi durante le 39 partite della stagione. Nel 2012 approda in Israele all'Hapoel Holon, squadra con la quale disputa un campionato da 17,9 punti e 14,6 rimbalzi ed un EuroChallenge da 20,2 punti e 11,6 rimbalzi a partita.
Il 13 agosto 2013 ha firmato un contratto della durata di un anno con la Pallacanestro Varese con cui ha disputato la prima parte di campionato prima di essere tagliato a gennaio 2014.

## Palmarès
- Campionato uruguaiano: 1

Hebraica Macabi: 2022-23